# XX. századi híradó
A XX. századi híradó a Bikini együttes (vagy ahogy a zenekar utólag nevezte ezt a korszakot: az Ős-Bikini) 1984-ben megjelent második albuma, egyben az utolsó, amelyen még Nagy Feró énekelt. 2017-nben újra kiadásra került CD-n, digitálisan remasterelt változatban.

## A lemezről

### A zene és a szöveg
A lemez tovább folytatja az első album világát, gegekkel, stílusparódiákkal (blues, jazz, punk, népdal, szimfonikus mű), az ehhez tartozó eklektikus zenei világgal – változás ugyanakkor, hogy Szűcs Antal Gábor távozása miatt a lemezen alig van gitárszóló. Nagy Feró szaxofonjátéka a korábbi lemezhez képest nagyobb szerepet kap.
A lemezen a stílusparódiák mellett konkrét előadók is kapnak egy-egy fricskát: az "Elhervadt a..." az Illés, Koncz Zsuzsa, az LGT, Demjén, a Karthago egy-egy sorából épül fel, az "ÉN / A XX. század költője" pedig Hobóra enged asszociálni. A lemez majdhogynem konceptalbumnak mondható, a laza, dadaista spontaneitással egymást követő, zenei és prózai közjátékokkal összekapcsolt dalokat katonák masírozásának hangja és a "Katonanóta" keringő-ritmusban, instrumentálisan visszatérő változata fogja keretbe.
Bár a lemez – a stílusból és Feró személyéből fakadóan – igazán nagy siker nem lett, de néhány szám már-már kultikus "slágerré" vált az idők során: Lángosképű, A matematikus dala, Tutujgass meg...

### Az eredeti és a CD-kiadás borítója
Az eredeti lemez egy képzeletbeli, 2984. február 29-én megjelenő napilap ("XX. századi híradó") képét mutatja, a címoldalon korabeli (1984-es) újságcikkek összedobált kivágásaival, a hátoldalon újságcikkekként jelennek meg a lemez technikai információi és Feró írásai; a vezércikk címe: "Mint Kucugh Balázs".
A CD-kiadásra az eredeti tipográfia némileg megmásított változata került: a címoldalon jóval kevesebb korabeli újságkivágás látszik, a lemez címének pirosa kitakarja a szövegeket (az eredetin átütött az írás), az egyes "cikkek" is más tipográfiával, betűtípussal és elrendezéssel jelennek meg, ezáltal jóval kevésbé egységes mint az eredeti borító volt. A CD változatról a borító egy mondata lemaradt: "A kiadvány előfizetésre nem kapható, csak készpénzért bármelyik hanglemezboltban".
Ajánlott felhasználás: műfajközi szakkör, autodidakta továbbképzés, zenei vetélkedő, video disco stb.
Nem ajánlott felhasználás: manipuláció, aerobic, Pol-beat céljaira stb.

## Számok listája
| #  | LP # | Cím                                                       | Szerzők                                                      | Hossz |
| -- | ---- | --------------------------------------------------------- | ------------------------------------------------------------ | ----- |
| 1  | A1   | Katonanóta a XX. századból                                | Németh Gábor - Vedres Irén - Vedres József - Óváry Valéria   | 2:15  |
| 2  | A2 a | Csak a közönség nem...                                    | H. Németh Lujza - Nagy Feró - Németh Alajos - Néznán Sarolta | 3:40  |
| 3  | A2 b | Lángosképű                                                | Nagy Feró - Németh Alajos - Németh Gábor - Vedres József     | 2:30  |
| 4  | A3   | Matematikus dala (Megtalálja a számítását)                | H. Németh Lujza - Nagy Feró - Németh Alajos - Néznán Sarolta | 2:02  |
| 5  | A4   | Itt is, ott is...                                         | H. Németh Lujza - Nagy Feró - Németh Alajos - Néznán Sarolta | 0:36  |
| 6  | A5   | Balhé és blöff                                            | Nagy Feró - Németh Alajos - Németh Gábor - Vedres József     | 0:39  |
| 7  | A6   | Tutujgass meg / Sátán                                     | Németh Gábor - Vedres Irén - Vedres József - Óváry Valéria   | 7:34  |
| 8  | B1   | Tréfás népi játék a XX. századból (Harapj rá a köszörűre) | Németh Gábor - Vedres Irén - Vedres József - Óváry Valéria   | 1:42  |
| 9  | B2   | Furcsa Jazz                                               | H. Németh Lujza - Nagy Feró - Németh Alajos - Néznán Sarolta | 2:06  |
| 10 | B3   | ÉN / A XX. század költője                                 | H. Németh Lujza - Nagy Feró - Németh Alajos - Néznán Sarolta | 3:49  |
| 11 | B4   | Elhervadt a...                                            | Németh Gábor - Vedres Irén - Vedres József - Óváry Valéria   | 1:30  |
| 12 | B5   | Sárga bögre                                               | H. Németh Lujza - Nagy Feró - Németh Alajos - Néznán Sarolta | 2:31  |
| 13 | B6   | Medvetánc                                                 | Németh Gábor - Vedres Irén - Vedres József - Óváry Valéria   | 2:50  |
| 14 | B7   | Imádság                                                   | H. Németh Lujza - Nagy Feró - Németh Alajos - Néznán Sarolta | 3:07  |
| 15 | B8   | Lagzi                                                     | Németh Gábor - Vedres Irén - Vedres József - Óváry Valéria   | 1:54  |

## A zenészek

### Bikini
- Nagy Feró (a lemezen "Nagy Ferenc" néven) (ének, szaxofon, szájharmonika, vokál)
- Vedres József (gitár, zongora, vokál)
- Németh Alajos (basszusgitár, hegedű, orgona, vokál)
- Németh Gábor (dob, ütőhangszerek)

### A közreműködők
- Mártha István (zongora, nagyzenekari hangszerelés)
- Závodi János (bluesgitár: B/3)
- Kiss Imre (próza)
- Brunecz Ágnes (próza)
- Nagy Gabriella (ének)
- Szemző Gábor (fuvola)
- A Fővárosi Operettszínház Zenekara, vezényel: Mártha István

## Külső hivatkozások
- Rockmúzeum Archiválva 2009. szeptember 24-i dátummal a Wayback Machine-ben – kalózfelvételek a Bikinitől.
- Ős-Bikini – a történet a nagyferó.hu oldalról.
- "Told le a gatyád" – egy 1983-as koncert leírása (passzió.hu)